# Rancho Palos Verdes
Rancho Palos Verdes is een plaats (city) in de Amerikaanse staat Californië, en valt bestuurlijk gezien onder Los Angeles County.

## Demografie
Bij de volkstelling in 2000 werd het aantal inwoners vastgesteld op 41.145.
In 2006 is het aantal inwoners door het United States Census Bureau geschat op 41.754, een stijging van 609 (1,5%).

## Geografie
Volgens het United States Census Bureau beslaat de plaats een oppervlakte van
35,4 km², geheel bestaande uit land.

## Plaatsen in de nabije omgeving
De onderstaande figuur toont nabijgelegen plaatsen in een straal van 16 km rond Rancho Palos Verdes.

## Geboren
- Robbie Rogers (1987), voetballer
- Andrew Benesh (1995), beachvolleyballer